# Дорога в тисячу верст
«Дорога в тисячу верст» — радянський художній фільм, знятий режисером Олександром Карповим в 1968 році на студії «Казахфільм». Прем'єра фільму відбулася 12 серпня 1968 року.

## Сюжет
Історико-революційний фільм, присвячений казахському революціонеру, учаснику громадянської війни Алібію Джангільдіну. Показана одна з героїчних сторінок історії громадянської війни в Казахстані. Тисячу верст через пустелю пройшов зі своїм інтернаціональним загоном комісар Алі-Акбар, намагаючись доставити зброю червоноармійцям під час громадянської війни в Казахстані. Борючись з ворогами, втрачаючи товаришів, зброю Актюбінсько-Туркестанському фронту було ним доставлено.

## У ролях
- Сатимжан Санбаєв — Алібі Джангільдін
- Нурмухан Жантурин — Сардарбек, дехканин
- Нуржуман Іхтимбаєв — Тулеген
- Алфонс Калпакс — Курт
- В. Лапшукова — Віра
- Микола Пастревич — пан Дулемба
- Євген Попов — Тарас
- Муратбек Рискулов — Кубєєв
- Єлюбай Умурзаков — Ірімгалі
- Аміна Умурзакова — мати Сардарбека
- Шаймерден Хакімжанов — епізод
- В. Шевцов — Васька
- Б. Шиц — Кучек
- Микола Бауман — епізод

## Знімальна група
- Режисер-постановник — Олександр Карпов
- Сценарій — Олександр Карпов, Каліхан Іскаков
- Оператор — Михайло Аранишев
- Художник-постановник — Сахі Романов
- Композитор — Едуард Хагагортян
- Звукооператор — Борис Левкович
- Режисери — І. Глєбов, М. Абусеїтова
- Декорації — Р. Карімов
- Редактор — А. Сулейменов
- Консультант — М. Абдікаликов
- Монтаж — М. Сухорукова
- Асистенти режисера — Х. Сулейменова, В. Шевцов, К. Алішев
- Асистенти оператора — В. Наріцин, А. Моминбеков
- Диригент — Е. Хачатурян
- Директор — Ф. Лелюх